# الدوري الهولندي الممتاز 1906–07
الدوري الهولندي الممتاز 1906–07 (بالهولندية: Nederlands landskampioenschap voetbal 1906/07)‏ هو الموسم 19 من الدوري الهولندي الممتاز. أشرف على تنظيمه الاتحاد الملكي الهولندي لكرة القدم، وفاز فيه HVV Den Haag ‏.